# Irrational Games
Irrational Games (conhecida como 2K Boston entre 2007 e 2009) foi uma desenvolvedora de jogos eletrônicos estadunidense fundada em 1997 por três ex-funcionários da Looking Glass Studios: Ken Levine, Jonathan Chey e Robert Fermier. O estúdio foi adquirido pela Take-Two Interactive em 2006. O estúdio era conhecido pelos jogos System Shock 2, Freedom Force, SWAT 4 e mais notavelmente dois dos jogos da série BioShock. Em 2014, após o lançamento de BioShock Infinite no ano anterior, Levine optou por reestruturar significativamente o estúdio de cerca de 15 a 90 funcionários e se concentrar mais em jogos narrativos. Em fevereiro de 2017, o estúdio anunciou que havia sido renomeado como Ghost Story Games e considerado um novo começo a partir do nome original da Irrational, embora ainda operando na mesma subsidiária de negócios da Take-Two.

## História
- 1997 - A Irrational Games é criada por ex-funcionários da Looking Glass Studios: Ken Levine, Jonathan Chey e Robert Fermier.[1]
- 1999 - System Shock 2 foi lançado e recebeu aclamação da crítica.
- 2000 - O estúdio Irrational Games Australia é aberto em Camberra, com Jonathan Chey no comando. Deep Cover é cancelado.
- 2002 - Questões legais com a editora Crave Entertainment resultam no desenvolvimento de The Lost sendo interrompido.
- 2004 - Os designers da Irrational Ed Orman e Dean Tate recebem o prêmio de "Melhor Design" no Australian Game Developer Awards, assim como o estúdio recebe "Melhor Jogo de 2004" e "Melhor Jogo de PC".[2]
- 2005 - O estúdio de Boston da Irrational muda para um espaço de escritório maior em Quincy, Massachusetts. O estúdio mantém o título "Irrational Games Boston".
- 2006 - A Irrational é adquirida pela Take-Two Interactive, sob o braço editorial da 2K Games.[3]
- 2007 - A Irrational Games é renomeada para 2K Boston e 2K Australia em 10 de agosto.[4] BioShock foi lançado em 21 de agosto com ampla aclamação da crítica e fortes vendas.
- 2010 - A 2K Boston anuncia seu retorno ao seu nome original, Irrational Games, em 8 de janeiro.[5]
- 2013 - A Irrational Games lança BioShock Infinite em 26 de março, aclamado pela crítica, vendendo 11 milhões de cópias até maio de 2015.
- 2017 - A Irrational Games é renomeada Ghost Story Games em 24 de fevereiro.

Logo após o lançamento de BioShock, surgiram rumores de que muitos dos funcionários que haviam trabalhado no jogo estavam deixando a 2K Boston / Australia. Em 2007, cinco membros da equipe 2K Boston se mudaram para um novo estúdio da 2K Games em Novato, Califórnia. Logo depois, a 2K Games anunciou a formação de 2K Marin em Novato.
No final de julho de 2010, vários meios de comunicação informaram que um site recém-criado, o whatisicarus.com, era uma promoção relacionada ao projeto não anunciado da Irrational Games. Na semana seguinte, informações sobre o jogo foram novamente provocadas, com o trailer confirmado para lançamento em 12 de agosto de 2010. Isso acabou sendo revelado como sendo BioShock Infinite. Antes de a Irrational começar a desenvolver BioShock Infinite, o estúdio fez um trabalho preliminar para o projeto XCOM que mais tarde se tornou The Bureau: XCOM Declassified..